# Pterogenia niveitarsis
Pterogenia niveitarsis är en tvåvingeart som först beskrevs av Jacques-Marie-Frangile Bigot 1859.  Pterogenia niveitarsis ingår i släktet Pterogenia och familjen bredmunsflugor. Inga underarter finns listade i Catalogue of Life.